# Stephenville International Airport

i7
i11
i13
Der Stephenville International Airport (ehemals Ernest Harmon Air Force Base, IATA-Code: YJT, ICAO-Code: CYJT) ist ein Flughafen bei Stephenville (Neufundland) in Kanada.
Da der Platz durch Nav Canada als Airport of Entry klassifiziert ist und dort Beamte der Canada Border Services Agency (CBSA) stationiert sind, ist hier eine Einreise aus dem Ausland zulässig.

## Geschichte
Der Flughafen wurde 1941 von den United States Army Air Forces gebaut und bis 1966 als Militärflugplatz von der United States Air Force betrieben. Er war nach Generalmajor Ernest N. Harmon benannt. Das Vereinigte Königreich erhielt dafür im Rahmen des Zerstörer-für-Stützpunkte-Abkommens von den USA Kriegsschiffe.
Seit 1966 steht der Flughafen unter ziviler kanadischer Verwaltung. Er war als möglicher Space-Shuttle-Notlandeplatz vorgesehen.
Nach den Terroranschlägen am 11. September 2001 in den USA und der darauf folgenden Schließung des Luftraums diente auch Stephenville als Landeflughafen für die nach Kanada umgeleiteten Flugzeuge (Operation Yellow Ribbon).

## Zwischenfälle
- Am 13. Mai 1944 verunglückte eine Douglas DC-4/C-54-DO der United States Army Air Forces (USAAF) (Luftfahrzeugkennzeichen 41-32942) beim Start vom Militärflugplatz Stephenville. Das Flugzeug wurde irreparabel beschädigt. Über Personenschäden ist nichts bekannt.[3]

- Am 12. November 1944 wurde eine Douglas DC-4/C-54A-1-DO der United States Army Air Forces (USAAF) (42-107427) in der Nähe des Cape St. George in eine Bergflanke geflogen. Der Unfall ereignete sich rund 48 Kilometer westlich des Zielflugplatzes Stephenville-Ernest Harmon Air Force Base. Bei diesem CFIT (Controlled flight into terrain) wurden von den 18 Insassen 9 getötet.[4]

- Am 3. Oktober 1946 wurde eine Douglas DC-4/C-54E der US-amerikanischen American Overseas Airlines (NC90904) 11 Kilometer nordöstlich des Startflughafens Ernest Harmon Air Force Base in einer Höhe von 350 Metern ins Gelände geflogen. Die Piloten waren auf dem Flug nach Shannon (Irland) nach dem nächtlichen Abheben geradeaus geflogen statt gleich rechts abzubiegen. Bei diesem CFIT (Controlled flight into terrain) wurden alle 39 Insassen getötet, acht Besatzungsmitglieder und 31 Passagiere.[5]

- Am 30. Mai 1949 wurde eine Douglas DC-4/R5D-3 (C-54D) der United States Navy (US Navy) (Bu 56532) bei der Landung auf der Ernest Harmon Air Force Base durch technisches Versagen irreparabel beschädigt. Alle Insassen überlebten den Unfall.[6]

- Am 24. Juni 1949 wurde eine Douglas DC-4/R5D-4 (C-54E) der United States Navy (US Navy) (Bu 90400) bei der Landung auf der Ernest Harmon Air Force Base irreparabel beschädigt. Alle Insassen überlebten den Unfall.[7]

- Am 16. Januar 1953 stürzte eine Douglas DC-4/C-54D-5-DC der United States Air Force (USAF) (42-72558) im Anflug auf die Ernest Harmon Air Force Base 1,5 Kilometer östlich davon auf felsiges Gelände. Von den vierzehn Insassen kamen 13 ums Leben.[8]

- Am 17. Januar 1955 stürzte eine Lockheed L-1049/C-121J Super Constellation der US Navy (Bu 131639) 112 Kilometer südwestlich des Startflugplatzes Ernest Harmon Air Force Base ins Meer. Über Prince Edward Island hatte die Besatzung den Ausfall zweier Triebwerke gemeldet, erreichte jedoch beim Rückkehrversuch den Flugplatz nicht mehr. Alle 13 Insassen, sechs Besatzungsmitglieder und 7 Passagiere, kamen ums Leben.[9]

- Am 18. April 1960 wurde eine Douglas C-124C Globemaster II der United States Air Force (USAF) (52-1062) nach dem Start vom Militärflugplatz Stephenville in dichtem Nebel 10 Kilometer entfernt in einen nur 135 Meter hohen Hügel geflogen. Bei diesem CFIT (Controlled flight into terrain) wurden alle 9 Besatzungsmitglieder getötet.[10]

## Galerie

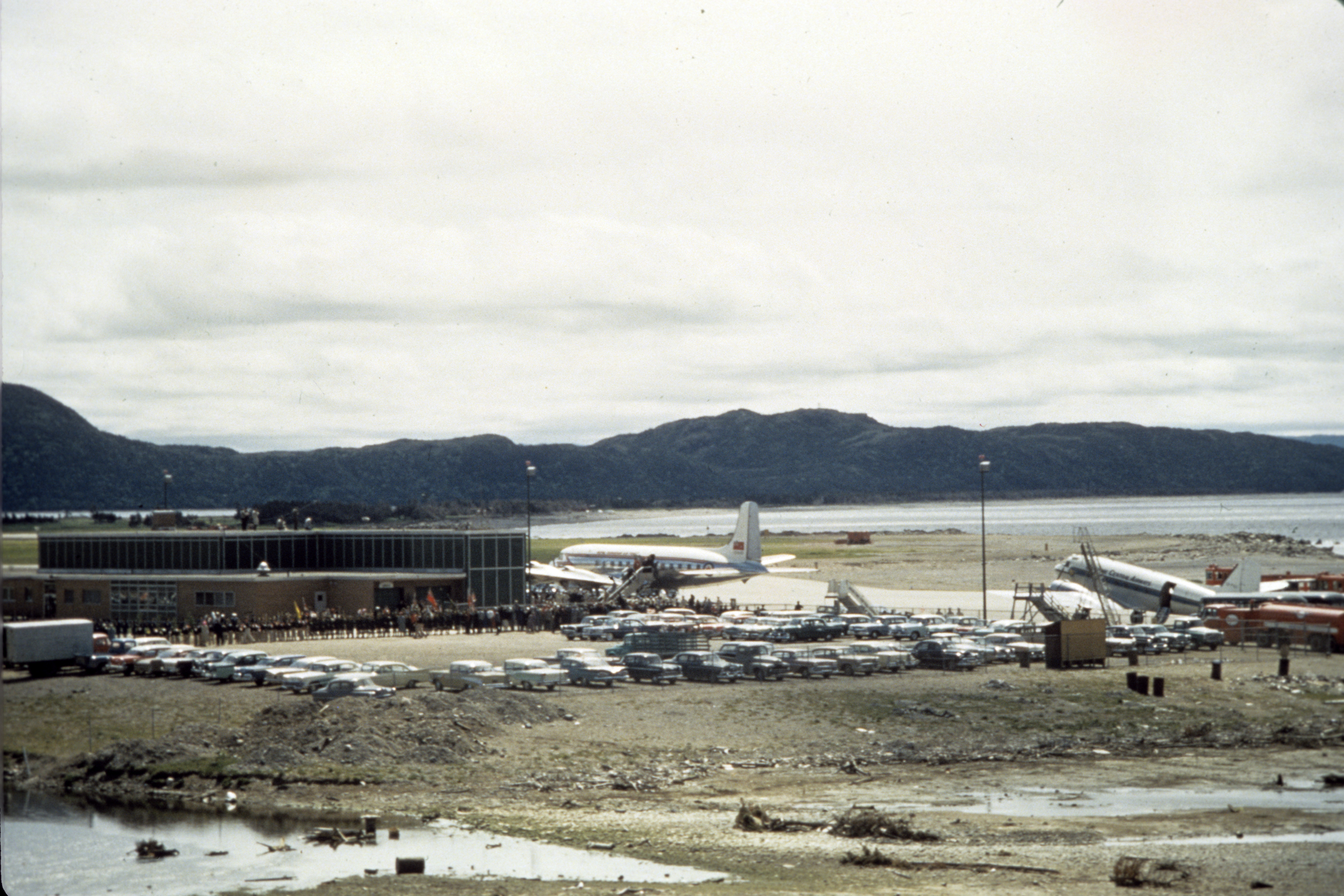
Stephenville Airport 1963
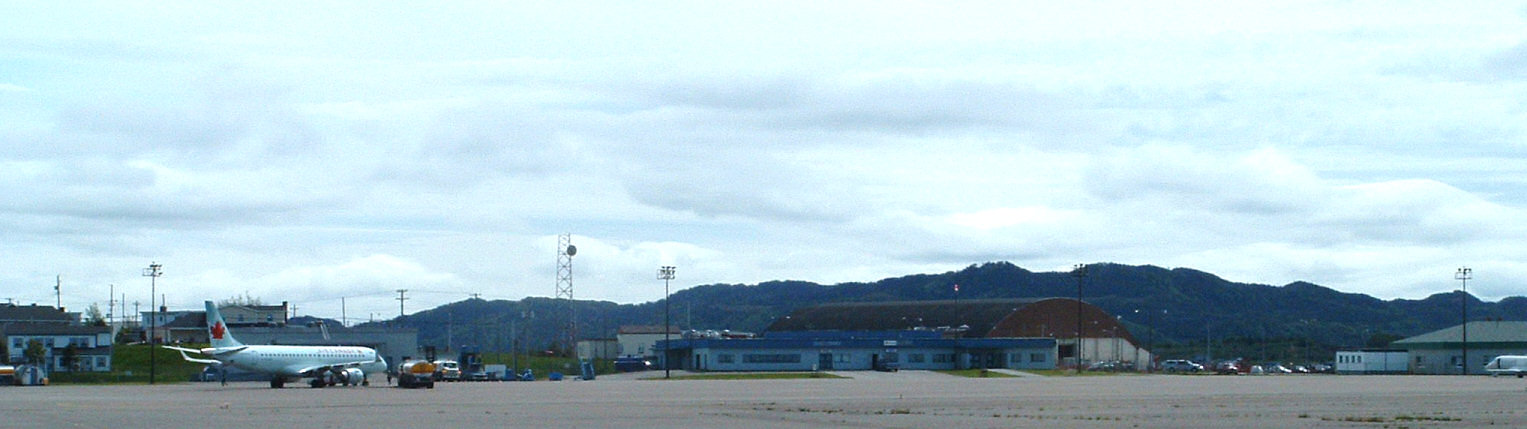
Vorfeld und Terminal
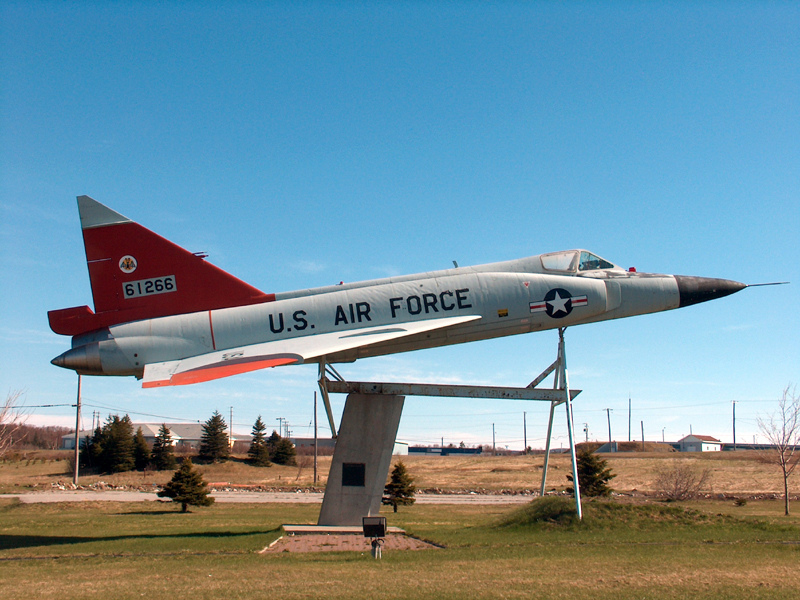
Convair F-102 als Gate Guardian